# NGC 2418
NGC 2418 (другие обозначения — UGC 3931, MCG 3-20-8, ZWG 87.17, ARP 165, PGC 21382) — эллиптическая галактика (E) в созвездии Близнецов. Открыта Эдуардом Стефаном в 1874 году. Удалена приблизительно на 235 миллионов световых лет, её диаметр составляет около 120 тысяч световых лет. Масса молекулярного водорода в галактике составляет 4,8⋅108 M⊙, звёздная масса — 4,4⋅1011 M⊙.
Этот объект входит в число перечисленных в оригинальной редакции «Нового общего каталога».